# 最低纲领
最低纲领是指马克思主义实践中的一系列旨在实现即时改革的诉求；而在较少数、也较不正统的情况下，它还包括一系列政治诉求，其整体目标是实现巴黎公社所施行的关键民主共和制度，从而最终达到无产阶级专政这一纯政治性的顶点。
最早的最低纲领之一出现在1880年，由茹尔·盖得与保尔·拉法格、弗里德里希·恩格斯和卡尔·马克思共同为法国工人党拟定。在该纲领的序言（即“最高纲领部分”）中，马克思起草一段文字交予盖得，文字如下：“法国社会主义工人，在经济领域内以使一切生产资料回归集体所有为目标，现决定以组织和斗争的方式，借助以下最低纲领参加选举。”
该纲领于1880年11月在法国勒阿弗尔举行的法国工人党大会上获得通过，尽管遭到可能主义者（如保罗·布鲁斯和贝努瓦·马隆）的反对，因此被称为“最低纲领”。恩格斯还曾将其最低纲领的经济部分推荐给德国社会民主党，用于起草《爱尔福特纲领》。
此后对《爱尔福特纲领》的诠释使得正统马克思主义中的“最低纲领”概念被广泛接受。“最低纲领”通常与“最高纲领”相对：后者的目标是实现社会主义。根据正统观点，政党在短期内应只追求“最低纲领”中那些可实现的诉求，以改善工人生活，直到资本主义体系不可避免地崩溃为止。而其他一些团体则认为，通过实现最低纲领可使党成为群众性政党，进而推进其最高纲领。
在这一正统框架下，共产国际提出一个替代概念——过渡纲领。他们认为，最低纲领/最高纲领的划分导致社会民主主义政党永远只在为最低纲领而奋斗，却没有清晰规划如何实现其最高纲领。